# Матвеев, Иван Иванович

Памятник Ивану Матвееву

Ива́н Ива́нович Матве́ев (1890 — 8 октября 1918) — командующий советской Таманской армией. Под его командованием в 1918 году был осуществлён знаменитый поход Таманской армии.
Похоронен на Пятигорском некрополе

## Биография
С 1914 служил на военных транспортах Черноморского флота. Член РКП(б) с 1917, вёл антивоенную агитацию среди матросов, солдат и рабочих. В январе 1918 командовал отрядом моряков во время боёв с гайдамаками в Одессе, сражался во главе днепровского красногвардейского отряда против австро-германских интервентов под Николаевом и Херсоном, а в апреле — в боях с интервентами и белоказаками на Перекопском перешейке и Таманском полуострове. В мае в Екатеринодаре из днепровского и других красногвардейских отрядов сформировал 4-й Днепровский пехотных полк, который вскоре был переброшен в район Анапы и Джигинки для обороны Черноморского побережья от Тамани до Новороссийска. В июне — августе участвовал в подавлении Таманского восстания. 27 августа 1918 в Геленджике на Военном совете был избран командующим Таманской армией, которая под его руководством совершила знаменитый поход на соединение с главными силами Красной армии Северного Кавказа. В походе, осуществлённом в исключительно трудных условиях И. И. Матвеев проявил высокие организаторские способности, сумев из разрозненных войск создать дисциплинированное и боеспособное объединение Красной армии.
Был расстрелян по постановлению Революционного военного совета 11-й армии по настоянию членов РВС Я. В. Полуяна и М. И. Крайнего за отказ выполнять его решение об отходе Таманской армии от Армавира в район станицы Невинномысская.

## Память
Имя И. И. Матвеева присвоено улицам ряда городов (например, в 1963 г. улица Загородняя в Пятигорске была переименована в улицу Матвеева), в 1969 был спущен на воду океанский теплоход «Командарм Матвеев». В 1999 во время шторма выброшен на мель у западного мола порта Лагос в Нигерии. Заброшен, в 2001 году исключён из Регистра Ллойда, дальнейшая судьба не установлена.